# Boreray (North Uist)

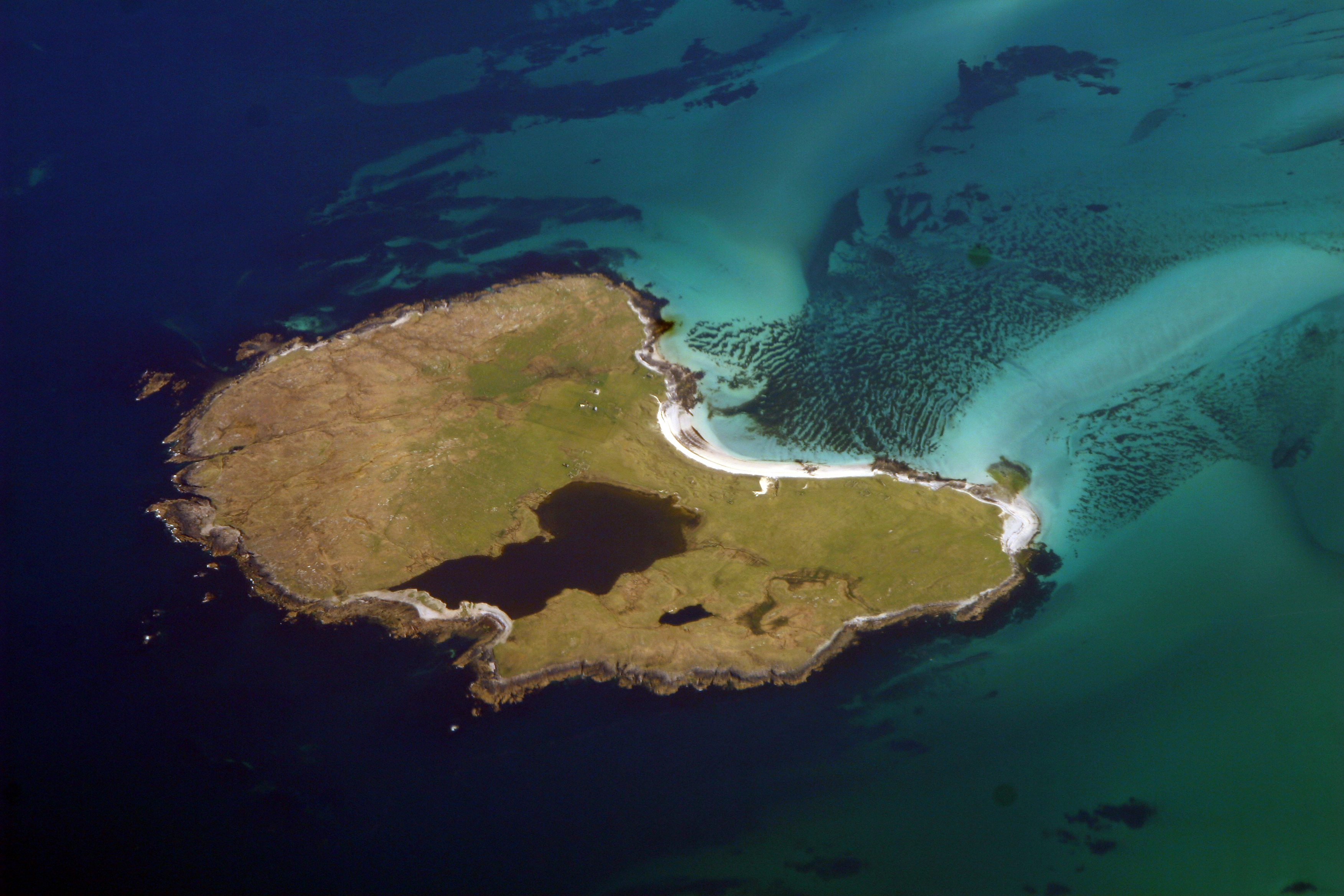
Boreray.

Boreray (Schots-Gaelisch: Boraraigh) is een eiland ten noorden van North Uist in de Buiten-Hebriden.
Boreray ligt één kilometer ten noordoosten van het rotseilandje Eilean a' Mhòrain, een uitloper van de 40 meter hoge zandheuvel Àird a' Mhòrain, aan het uiteinde van een landtong op North Uist die uit heide bestaat en richting noordoosten wijst. De zeestraat tussen North Uist en Boreray heet Caolas a' Mhòrain. Boraraigh ligt 3,5 kilometer ten westen van Beàrnaraigh, maar in tegenstelling tot Boreray is het niet met North Uist verbonden. In het binnenland van Boreray liggen twee meren, die simpelweg groot meer en klein meer heten: Loch Mòr en Loch Beag, waarbij het laatste ten zuiden van het eerste ligt. Het hoogste punt heet eveneens grote top: Mullach Mòr. Dit punt is 56 meter hoog. In het oosten van het eiland ligt een strook duinen, en een strand, Tràigh na Lùibe geheten.
In het noordoosten liggen drie rotsen voor de kust, en in het noorden, vlak bij de kust, het rotseilandje Bogha Mairi. Net geen twee kilometer verder ten noorden ligt het rotseiland Spuir, waarnaar de zeestraat tussen Boreray en Pabbay vernoemd is. In het noordoosten van Boreray ligt een prehistorische begraafkamer.
Boreray is geheel onbewoond. In 1923 vertrokken alle families, behalve een. De laatste bewoners verlieten het eiland in de jaren 1960.